# Issus sidnicus
Issus sidnicus är en insektsart som beskrevs av George Willis Kirkaldy 1906. Issus sidnicus ingår i släktet Issus och familjen sköldstritar. Inga underarter finns listade i Catalogue of Life.